# Ричленд-Гіллс (Техас)
Ричленд-Гіллс (англ. Richland Hills) — місто (англ. city) в США, в окрузі Таррант штату Техас. Населення — 8621 особа (2020).

## Географія
Ричленд-Гіллс розташований за координатами 32°48′37″ пн. ш. 97°13′35″ зх. д. / 32.81028° пн. ш. 97.22639° зх. д. (32.810238, -97.226516).  За даними Бюро перепису населення США в 2010 році місто мало площу 8,14 км², з яких 8,13 км² — суходіл та 0,01 км² — водойми.

## Демографія
Згідно з переписом 2010 року, у місті мешкала 7801 особа в 3105 домогосподарствах у складі 1998 родин. Густота населення становила 958 осіб/км².  Було 3449 помешкань (424/км²).
Расовий склад населення:
| - 84,0 % — білих - 2,5 % — чорних або афроамериканців - 1,3 % — азіатів - 0,8 % — корінних американців - 0,4 % — вихідців з тихоокеанських островів - 7,6 % — осіб інших рас |

До двох чи більше рас належало 3,4 %. Частка іспаномовних становила 19,1 % від усіх жителів.
За віковим діапазоном населення розподілялося таким чином: 22,2 % — особи молодші 18 років, 59,4 % — особи у віці 18—64 років, 18,4 % — особи у віці 65 років та старші. Медіана віку мешканця становила 42,0 року. На 100 осіб жіночої статі у місті припадало 93,6 чоловіків;  на 100 жінок у віці від 18 років та старших — 90,3 чоловіків також старших 18 років.
Середній дохід на одне домашнє господарство  становив 59 253 долари США (медіана — 50 126), а середній дохід на одну сім'ю — 70 877 доларів (медіана — 63 354). Медіана доходів становила 41 259 доларів для чоловіків та 34 899 доларів для жінок. За межею бідності перебувало 10,6 % осіб, у тому числі 12,1 % дітей у віці до 18 років та 11,4 % осіб у віці 65 років та старших.
Цивільне працевлаштоване населення становило 3900 осіб. Основні галузі зайнятості: освіта, охорона здоров'я та соціальна допомога — 19,2 %, науковці, спеціалісти, менеджери — 13,5 %, мистецтво, розваги та відпочинок — 12,2 %, роздрібна торгівля — 11,9 %.